# انقلاب (ترانه)
«انقلاب» (به اسپانیایی: Revolución) تک‌آهنگی از هنرمند اهل اسپانیا انریکه ایگلسیاس است که در ۲۱ اکتبر ۱۹۹۷ منتشر شد.